# Chișineu-Criș

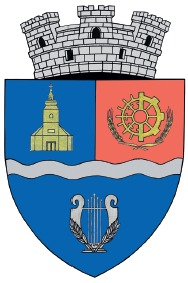
Herb miasta Chișineu-Criș

Chișineu-Criș (węg. Kisjenő) – miasto w zachodniej Rumunii (okręg Arad, zachodni Siedmiogród). Liczy 7738 mieszkańców (dane na rok 2004).
W 2006 Rumuni stanowili 72% ludności miasta, Węgrzy 24,04%, Romowie 3,12%, pozostali należeli do innych grup etnicznych. Merem miasta od 2004 jest Gheorghe Burdan, członek Partii Socjaldemokratycznej.
Węgierska nazwa miasta to Kisjenő, od której pochodzi rumuńska nazwa. Nazwa Kisjenő pochodzi od słowa kis "małe" i Jenő "plemię", jednego z siedmiu węgierskich plemion, które wstąpiły do Kotliny Panońskiej w 896 i dały nazwę 21 osadom.